# 1,4-다이메톡시벤젠
1,4-다이메톡시벤젠(영어: 1,4-dimethoxybenzene)은 화학식이 C6H4(OCH3)2인 유기 화합물이다. 1,4-다이메톡시벤젠은 다이메톡시벤젠의 3가지 이성질체 중 하나이다. 1,4-다이메톡시벤젠은 강렬하고 달콤한 꽃 냄새가 나는 흰색 고체이다. 1,4-다이메톡시벤젠은 여러 식물종에서 생성된다.

## 생성
1,4-다이메톡시벤젠은 버드나무속(Salix), 차, 히아신스, 주키니호박(페포호박)에서 자연적으로 생성된다. 1,4-다이메톡시벤젠은 꿀벌의 더듬이에 강력하게 반응하기 때문에 꿀벌을 유인할 수 있는 것으로 보인다. 쥐를 대상으로 한 연구에서 이란 과학자들은 1,4-다이메톡시벤젠이 졸음과 우울함을 유발하는 사향 버드나무(Salix aegyptiaca)의 주요 정신활성 화학 물질임을 확인했다.

## 제조
1,4-다이메톡시벤젠은 황산 다이메틸과 알칼리를 사용하여 하이드로퀴논의 메틸화에 의해 생성된다.

## 용도
1,4-다이메톡시벤젠은 주로 향수와 비누에 사용된다.
1,4-다이메톡시벤젠은 메톡사민 및 부탁사민과 같은 의약품을 포함한 유기 화합물 합성의 중간생성물이다.

### 틈새적인 용도
1,4-다이메톡시벤젠은 흑백 필름의 현상액, 카테콜아민 및 펜에틸아민 합성에서의 염기로 사용할 수 있다.

## 같이 보기
- 다이메톡시벤젠
- 1,2-다이메톡시벤젠